# Kościół św. Marii i św. Melariusza w Amesbury
Kościół św. Marii i św. Melariusza – kościół dawnego benedyktyńskiego klasztoru Amesbury w Amesbury w Anglii, zbudowany w XII–XIII w., rozbudowywany do XV w., w XIX w. przebudowany. Po likwidacji klasztoru w 1539 anglikański kościół parafialny.

## Historia
Kościół pierwotnie być może służył jednocześnie jako parafialny i klasztorny dla zakonnic klasztoru Amesbury (do czasu jego rozwiązania w 1539), choć duże oddalenie kościoła od budynków klasztornych powoduje istnienie alternatywnej teorii, zgodnie z którą miał istnieć odrębny kościół klasztorny, po którym dziś nie zostały ślady. 
Zbudowano go na miejscu starszej świątyni (klasztor istniał tutaj od drugiej połowy X w., a kościół mógł stać jeszcze wcześniej) w XII i XIII w. W początku XII w. powstała nawa kościoła, natomiast w XIII w. jego wschodnia część: prezbiterium i transept. Te prace miały związek z reformą tutejszego klasztoru w 1177 i znaczącym wsparciem nowego zgromadzenia przez królów Anglii. W tym okresie powstały także dwie kaplice przylegające od wschodu do północnego ramienia transeptu, kaplica przy południowym ramieniu transeptu oraz pomieszczenie przylegające od północy do prezbiterium i służące jako zakrystia (kaplica pomiędzy transeptem i zakrystią została następnie zburzona). W XV w. rozbudowano kościół o południową nawę boczną, wykonano także nowy dach oraz okna od wschodu i zachodu. Pierwotnie jakaś konstrukcja znajdowała się też przy północnej ścianie nawy głównej, jednak nie jest znane jej przeznaczenie.
Kościół zbudowany był na planie krzyża i składał się z nawy o długości ok. 40 m, prezbiterium o długości ok. 15 m i dwóch ramion transeptu, każde o długości ok. 12 m. Kościół kryty był dwuspadowym dachem, a dobudówki (w tym zakrystia) płaskim. Nad skrzyżowaniem naw znajdowała się ośmioboczna wieża, licząca ok. 20 m, z czterema dzwonami.
W 1291 pochowano przed ołtarzem kościoła Eleonorę z Prowansji, wdowę po królu Henryku III, która kilka lat przed śmiercią wstąpiła do tutejszego klasztoru. Tu także zakonnicą była jej wnuczka Maria, córka króla Edwarda I, zmarła w 1311.
W 1539 klasztor został rozwiązany, a kościół zaczął pełnić funkcję anglikańskiego kościoła parafialnego. Z dachu zerwano ołów, który sprzedano, rozebrano też w 1541 iglicę. W pierwszej połowie XVIII w. przebudowano południową ścianę transeptu. W 1803 zburzono kaplicę przylegającą do południowego ramienia transeptu.
W latach 1852–1853 kościół został odrestaurowany według projektu Williama Butterfielda, który zdecydował się usunąć wszystkie jego elementy powstałe po 1400 (nastąpiło to w ramach akcji restauracyjnej, która objęła wiele kościołów tego regionu hrabstwa Wiltshire). Doprowadziło to istotnych zmian w wyglądzie kościoła, obecnie ocenianych krytycznie: w prezbiterium wymieniono wschodnie okno (nowe wykonano w stylu XIII-wiecznym) i wykonano nowy, bardziej stromy dach. W północnym ramieniu transeptu zlikwidowano klatkę schodową, a przylegającą doń kaplicę zamieniono na zakrystię. Nową klatkę schodową wraz z kotłownią dobudowano przy narożniku tego ramienia transeptu i prezbiterium. W południowym ramieniu transeptu XVIII-wieczne okna zastąpiono nowymi, wykonanymi w stylu XIII-wiecznym. Przebudowano także zachodnią fasadę nawy, zmieniając wygląd okien. Z wnętrza usunięto prawie wszystkie meble i wyposażenie, zniszczono także znajdujące się wewnątrz pomniki.
Już na początku XX w. kościół wymagał kolejnego remontu, wówczas też przywrócono część usuniętego wcześniej wyposażenia. W 1919 umieszczono na wieży nowy zegar, który zastąpił wcześniejszy, jeden z najstarszych w Anglii, pochodzący z XV w. Stary zegar został odzyskany przez parafię w 1971. W 1983 umieszczono w kościele XVIII-wieczne organy pochodzące z zamykanego kościoła z Salisbury.
Podczas prac w 1907 odnaleziono pod posadzką prezbiterium saksoński kamienny krzyż wpisany w koło, datowany prawdopodobnie na drugą połowę X w., co odpowiada dacie fundacji klasztoru. Również w 1907 pod posadzką prezbiterium odnaleziono zniszczoną przez Butterfielda chrzcielnicę pochodzącą z ok. 1200.
Niepewne jest pochodzenie wezwania św. Melariusza. Według legendy, relikwie tego świętego miały zostać w kościele, gdy pozostawione na noc na ołtarzu, o poranku nie dały się z niego już poruszyć. Być może początkowo kościół nosił wezwanie wyłącznie Marii, a wezwanie św. Melora dodano po przeniesieniu relikwii św. Melariusza, być może zaś nosił takie wezwanie od początku i stanowiło ono nawiązanie do pokuty za zamordowanie Edwarda Męczennika (ponieważ Melariusz miał być zamordowanym w młodości księciem, podobnie jak Edward) lub z powodu istnienia kultu tego świętego w tym miejscu klasztor został właśnie tu założony.

## Opis
Kościół zbudowany jest na planie krzyża z kamienia. Od strony zachodniej znajdują się nawa główna z XII w. i boczna nawa południowa z XV w. Na wschód od nawy znajdują się prezbiterium i transept z wieżą, pochodzące z XIII w. Część okien pochodzi z XIX w. (we wschodniej ścianie prezbiterium, południowej ścianie transeptu i zachodniej ścianie nawy). Do północnego ramienia transeptu przylega od wschodu kaplica. Nawa została skrócona prawdopodobnie jeszcze przed XIX-wieczną przebudową. Wieża wznosi się centralnie, nad skrzyżowaniem naw; jest dwupozioma i są na niej zawieszone dzwony. W nawie widoczne są elementy więźby dachowej z XV-XVI w. z rzeźbionymi wspornikami. Także w transepcie znajdują się rzeźbione anioły u styku żeber dachu ze ścianami. W południowej nawie znajduje się zdobiona XII-wieczna dzwonnica wykonana z marmuru z Purbeck na wapiennej, XV-wiecznej podstawie, a także druga, także średniowieczna. W kościele znajduje się także pochodzące z XV lub z początku XVI w. dębowe lektorium, przywrócone w 1907. W południowym transepcie eksponowane są fragmenty saksońskiego krzyża wpisanego w koło oraz XV-wieczny zegar.

## Galeria

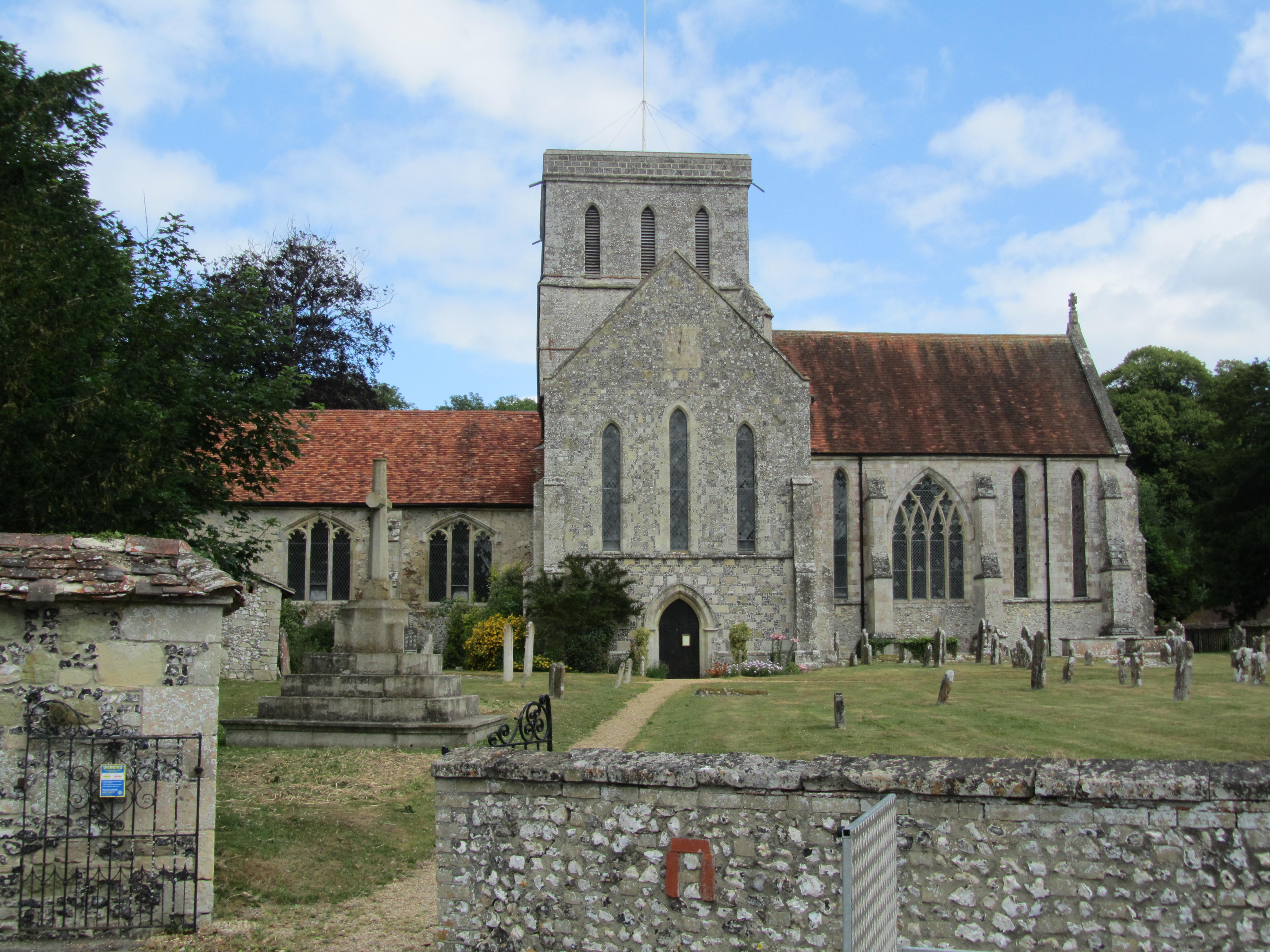
Widok kościoła od południa
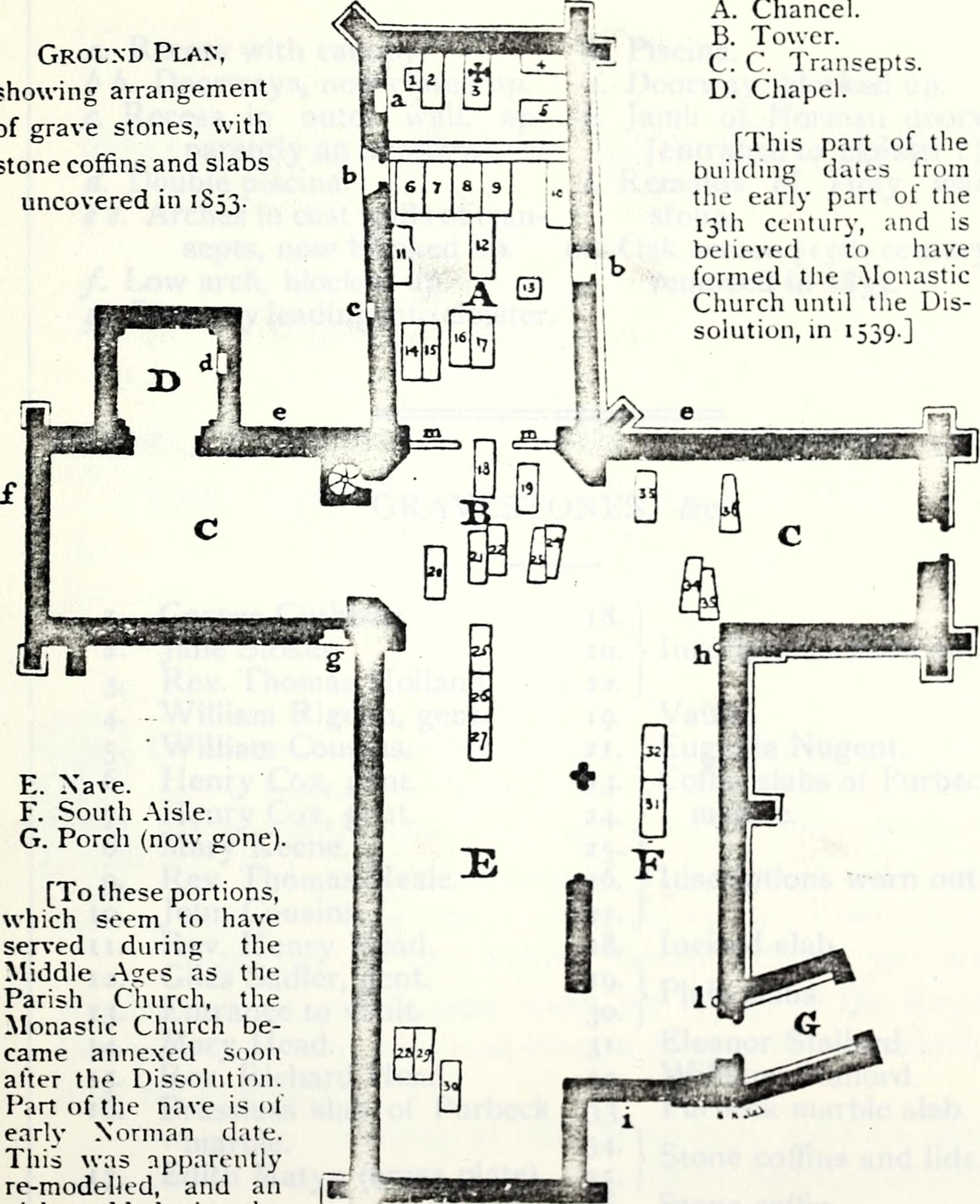
Plan kościoła
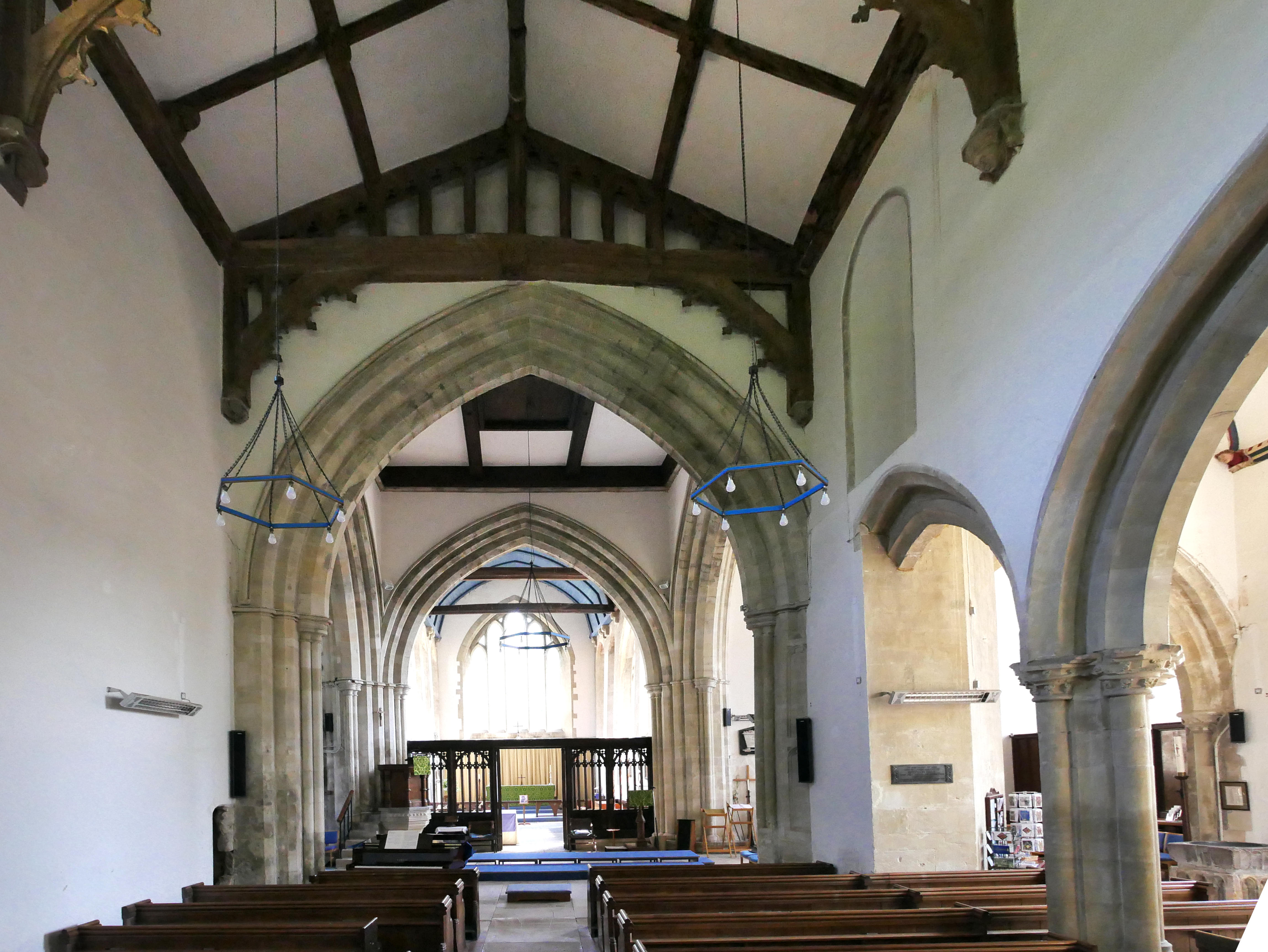
Wnętrze kościoła, widok ku wschodowi
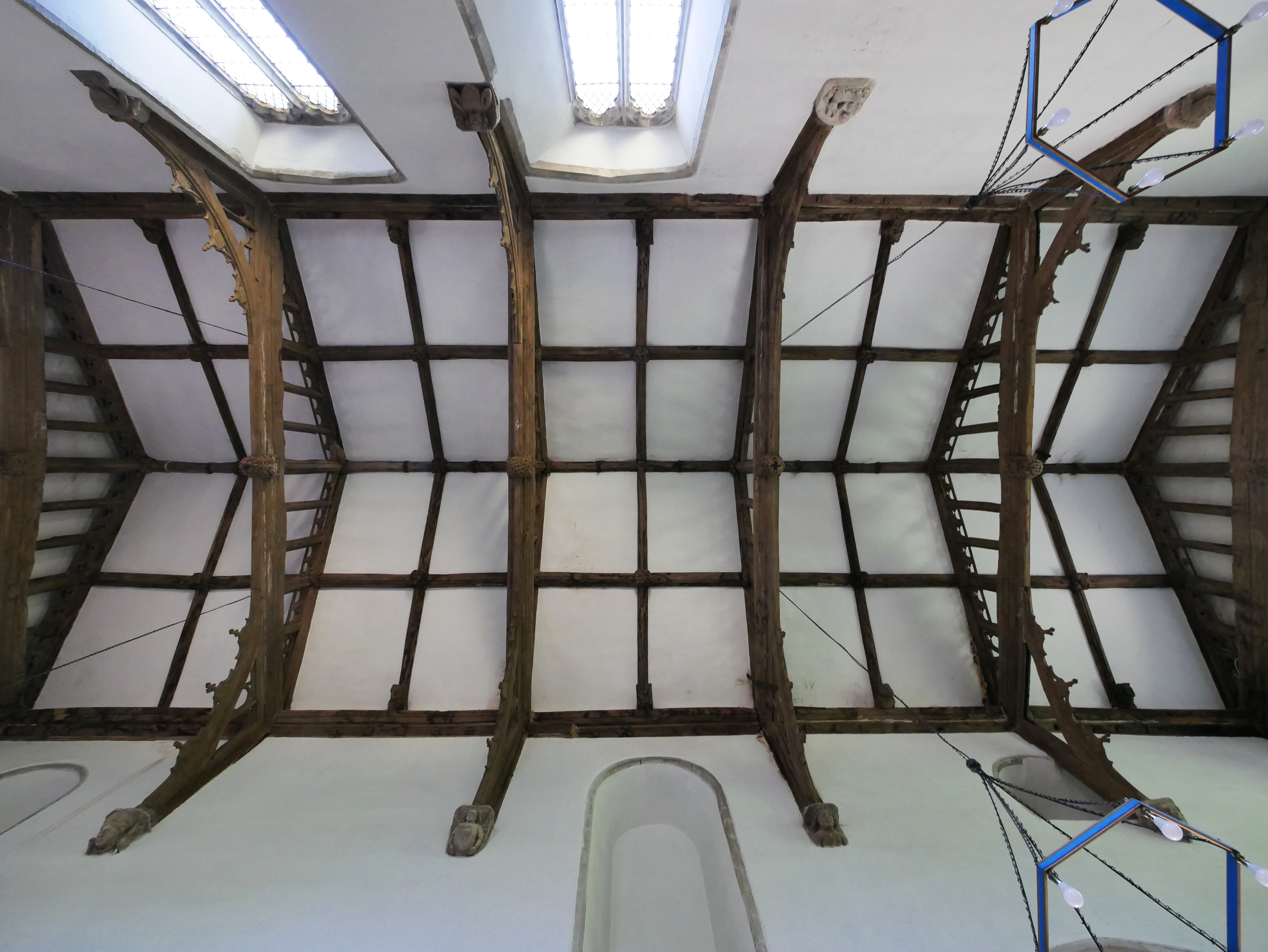
Dach kościoła
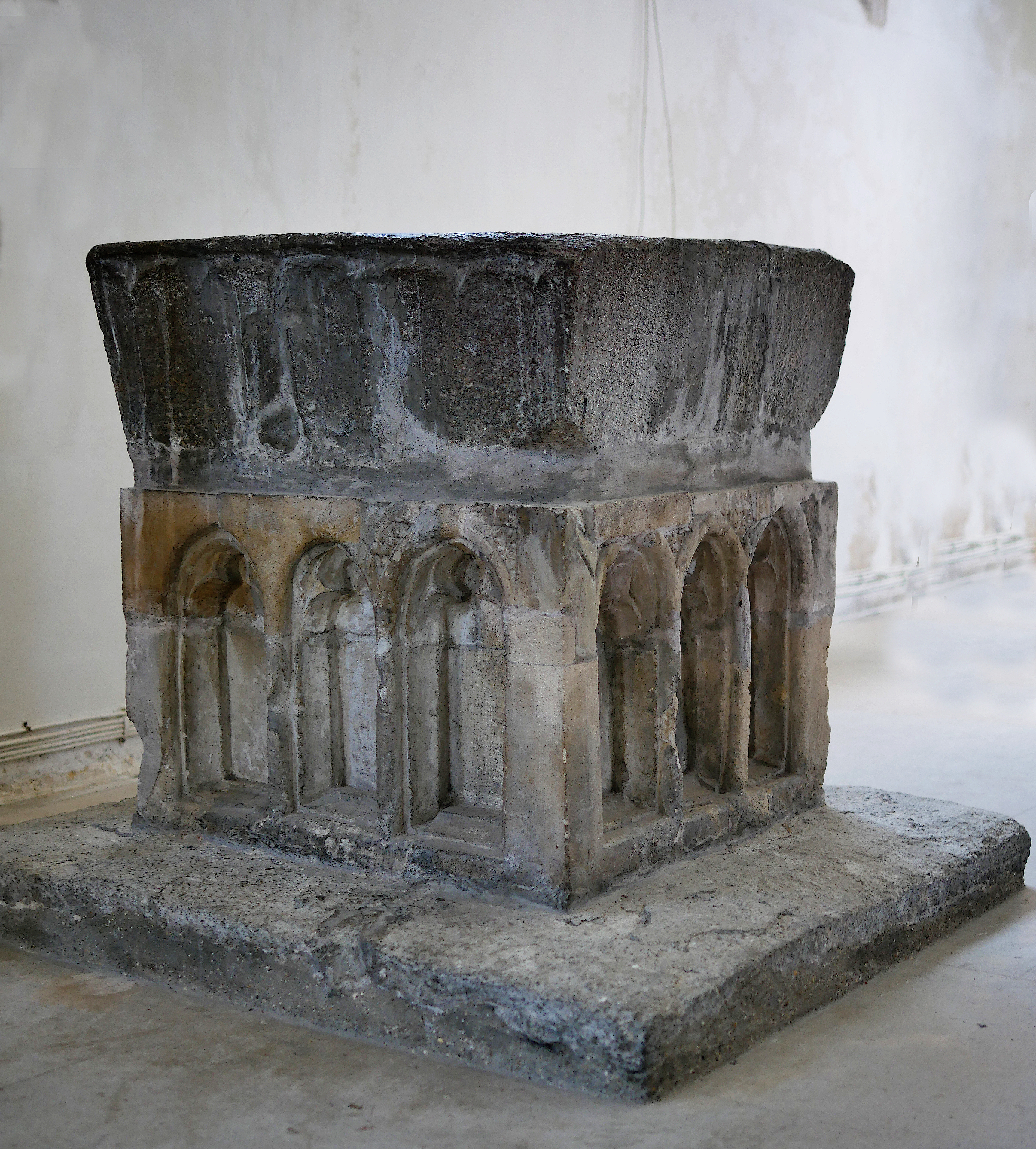
Chrzcielnica
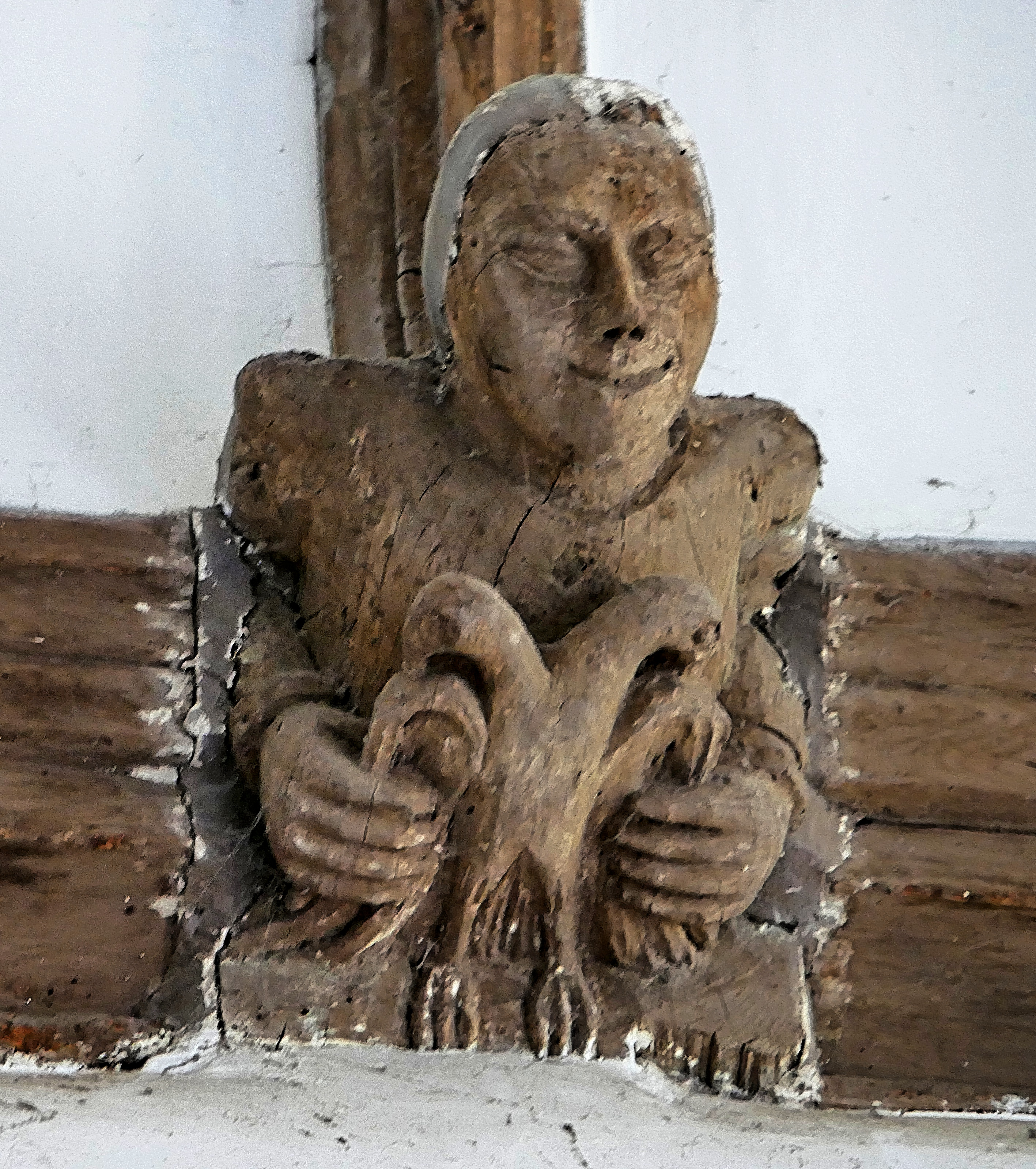
Jedna z dekoracji rzeźbiarskich sklepienia